# SC Rot-Weiß Oberhausen-Rhld. 1904 1972-1973
Questa voce raccoglie le informazioni riguardanti il SC Rot-Weiß Oberhausen-Rhld. 1904 nelle competizioni ufficiali della stagione 1972-1973.

## Stagione
Nella stagione 1972-1973 il Rot Weiss Oberhausen, allenato da Günter Brocker, Friedhelm Kobluhn e Heinz Murach, concluse il campionato di Bundesliga al 18º posto. In Coppa di Germania il Rot Weiss Oberhausen fu eliminato agli ottavi di finale dal Bayern Monaco. In Coppa di Lega il Rot Weiss Oberhausen fu eliminato nella fase a gironi.

## Rosa
| N. |                     | Ruolo | Calciatore             |
| -- | ------------------- | ----- | ---------------------- |
|    | Germania (bandiera) | P     | Willi Jansen           |
|    | Germania (bandiera) | P     | Wolfgang Scheid        |
|    | Germania (bandiera) | D     | Friedhelm Dick         |
|    | Germania (bandiera) | D     | Reiner Hollmann        |
|    | Germania (bandiera) | D     | Jürgen Jäger           |
|    | Germania (bandiera) | D     | Ditmar Jakobs          |
|    | Germania (bandiera) | D     | Friedhelm Kobluhn      |
|    | Germania (bandiera) | D     | Friedel Szeimies       |
|    | Germania (bandiera) | D     | Franz-Josef Tenhagen   |
|    | Germania (bandiera) | D     | Hermann-Josef Wilbertz |
|    | Germania (bandiera) | D     | Gerd Wörmer            |

| N. |                     | Ruolo | Calciatore         |
| -- | ------------------- | ----- | ------------------ |
|    | Germania (bandiera) | C     | Wolfgang Habel     |
|    | Germania (bandiera) | C     | Hermann Kaldenhof  |
|    | Germania (bandiera) | C     | Lothar Kobluhn     |
|    | Germania (bandiera) | C     | Werner Ohm         |
|    | Germania (bandiera) | A     | Karl-Heinz Artmann |
|    | Germania (bandiera) | A     | Jürgen Boduszek    |
|    | Germania (bandiera) | A     | Hugo Dausmann      |
|    | Germania (bandiera) | A     | Dieter Heinrichs   |
|    | Germania (bandiera) | A     | Herbert Liedtke    |
|    | Germania (bandiera) | A     | Willi Mumme        |
|    | Germania (bandiera) | A     | Hans Schumacher    |

## Organigramma societario
Area tecnica
- Allenatore: Heinz Murach
- Allenatore in seconda:
- Preparatore dei portieri:
- Preparatori atletici:

## Calciomercato

### Sessione estiva
| Acquisti | Acquisti           | Acquisti             | Acquisti |
| R.       | Nome               | da                   | Modalità |
| -------- | ------------------ | -------------------- | -------- |
| A        | Karl-Heinz Artmann | LASK                 |          |
| A        | Hugo Dausmann      | Borussia Neunkirchen |          |

| Cessioni | Cessioni       | Cessioni              | Cessioni |
| R.       | Nome           | a                     | Modalità |
| -------- | -------------- | --------------------- | -------- |
| C        | Gert Fröhlich  | Freiburger            |          |
| D        | Ludwig Denz    | Hannover 96           |          |
| A        | Bernd Hoffmann | Heilbronn             |          |
| A        | Ulrich Kallius | Eupen                 |          |
| D        | Uwe Kliemann   | Eintracht Francoforte |          |

### Sessione invernale
| Acquisti | Acquisti | Acquisti | Acquisti |
| R.       | Nome     | da       | Modalità |
| -------- | -------- | -------- | -------- |

| Cessioni | Cessioni  | Cessioni          | Cessioni |
| R.       | Nome      | a                 | Modalità |
| -------- | --------- | ----------------- | -------- |
| C        | Fred Hoff | Arminia Gütersloh |          |

## Risultati

### Bundesliga

#### Girone di andata
| Arbitro: | Schulenburg |

|  |           |                                                           |
|  | Marcatori | 4’, 45’, 79’ Müller 11’ (aut.) Hollmann 38’ Schwarzenbeck |

| Arbitro: | Meuser |

|                                       |           |                    |
| Kapellmann 11’ Flohe 33’ Cullmann 38’ | Marcatori | 42’ (rig.) Kobluhn |

| Arbitro: | Betz |

|           |           |  |
| Weist 34’ | Marcatori |  |

| Arbitro: | Geng |

|  |           |            |
|  | Marcatori | 78’ Jensen |

| Arbitro: | Horstmann |

|                               |           |            |
| Horr 33’, 66’ (rig.) Beer 64’ | Marcatori | 22’ Wörmer |

| Arbitro: | Aldinger |

|                         |           |             |
| Hollmann 55’ Jakobs 67’ | Marcatori | 82’ Pröpper |

| Arbitro: | Berner |

|                                  |           |  |
| Scheer 37’ Kremers 47’ Braun 73’ | Marcatori |  |

| Arbitro: | Linn |

|               |           |  |
| Heinrichs 58’ | Marcatori |  |

| Arbitro: | Niemann |

|                                             |           |           |
| Heynckes 15’ Vogts 21’ Kulik 42’ Jensen 90’ | Marcatori | 52’ Mumme |

| Arbitro: | Engel |

|                 |           |                    |
| Jakobs 47’, 50’ | Marcatori | 17’, 68’ Handschuh |

| Arbitro: | Gabor |

|                                             |           |            |
| Bella 60’ Wunder 65’ Seliger 71’ Pirsig 87’ | Marcatori | 47’ Jakobs |

| Arbitro: | Frickel |

|                                       |           |                    |
| Tenhagen 7’ Schumacher 33’ Jakobs 88’ | Marcatori | 16’ (rig.) Volkert |

| Arbitro: | Wengenmayer |

|                                       |           |                       |
| Bandura 13’ Kaemmer 35’ Deterding 54’ | Marcatori | 25’ Mumme 62’ Artmann |

| Arbitro: | Riegg |

|                               |           |          |
| Kobluhn 26’, 76’ Hollmann 84’ | Marcatori | 62’ Seel |

| Arbitro: | Klauser |

|                       |           |              |
| Zewe 5’, 72’ Geye 74’ | Marcatori | 12’ Tenhagen |

| Arbitro: | Berner |

|                    |           |            |
| Kobluhn 80’ (rig.) | Marcatori | 3’ Walitza |

| Arbitro: | Schulenburg |

|                                                   |           |  |
| Semlitsch 31’ Kostedde 48’ Theis 57’ Ritschel 78’ | Marcatori |  |

#### Girone di ritorno
| Arbitro: | Dittmer |

|                                                                  |           |                                              |
| Hollmann 4’ (aut.) Hoffmann 7’ Müller 12’ (rig.), 68’ Hoeneß 72’ | Marcatori | 58’ Wilbertz 74’ Tenhagen 75’ (rig.) Kobluhn |

| Arbitro: | Aldinger |

|                            |           |                     |
| Wilbertz 53’ Heinrichs 76’ | Marcatori | 6’ Hein 83’ Gebauer |

| Arbitro: | Tschenscher |

|                       |           |                      |
| Jakobs 7’ Artmann 78’ | Marcatori | 18’, 40’, 49’ Laumen |

| Arbitro: | Wengenmayer |

|                                         |           |              |
| Bründl 19’ Gersdorff 74’ Merkhoffer 81’ | Marcatori | 84’ Hollmann |

| Arbitro: | Betz |

|                        |           |                   |
| Artmann 38’ Jakobs 58’ | Marcatori | 80’ (rig.) Müller |

| Arbitro: | Berner |

|                          |           |              |
| Pröpper 1’, 74’ Jung 59’ | Marcatori | 10’ Tenhagen |

| Arbitro: | Eschweiler |

|                      |           |              |
| Jakobs 25’ Mumme 88’ | Marcatori | 84’ Rüssmann |

| Arbitro: | Engel |

|                       |           |                |
| Parits 23’ Weidle 69’ | Marcatori | 83’ Schumacher |

| Arbitro: | Schulenburg |

|              |           |                              |
| Hollmann 14’ | Marcatori | 11’, 78’ Jensen 85’ Heynckes |

| Arbitro: | Quindeau |

|                                               |           |  |
| Handschuh 55’ (rig.) Berger 80’ Schwemmle 88’ | Marcatori |  |

| Arbitro: | Linn |

|                                             |           |  |
| Jakobs 20’, 56’ Hollmann 79’ Schumacher 83’ | Marcatori |  |

| Arbitro: | Frickel |

|                                                      |           |  |
| Zaczyk 14’ Kaltz 16’ Hönig 48’, 70’ Volkert 65’, 72’ | Marcatori |  |

| Arbitro: | Aldinger |

|             |           |  |
| Kobluhn 20’ | Marcatori |  |

| Arbitro: | Berner |

|                                                      |           |                         |
| Pirrung 18’, 29’, 48’ (rig.) Hošić 33’ Seel 35’, 78’ | Marcatori | 44’ Jakobs 60’ Hollmann |

| Arbitro: | Geng |

|  |           |                          |
|  | Marcatori | 52’, 88’ Geye 57’ Schulz |

| Arbitro: | Haselberger |

|                  |           |                     |
| Walitza 23’, 75’ | Marcatori | 38’ Dick 64’ Jakobs |

| Arbitro: | Boe |

|                       |           |              |
| Hollmann 28’ Dick 59’ | Marcatori | 74’ Kostedde |

### Coppa di Germania
| Arbitro: | Wohlfarth |

|                                         |           |                |
| Schauß 13’ Erhart 23’ Vogtmann 52’, 59’ | Marcatori | 89’ Schumacher |

| Arbitro: | Lutz |

|                                      |           |  |
| Kobluhn 43’, 62’ Schumacher 73’, 88’ | Marcatori |  |

| Arbitro: | Lutz |

|            |           |                              |
| Jakobs 89’ | Marcatori | 71’ Schneider 74’ Dürnberger |

| Arbitro: | Meuser |

|                           |           |              |
| Müller 22’, 47’ Zobel 50’ | Marcatori | 73’ Tenhagen |

### Coppa di Lega
| 5 luglio 1972, ore CET 1ª giornata | Eintracht Gelsenkirchen | 4 – 3 | RW Oberhausen |  |

| 12 luglio 1972, ore CET 2ª giornata | RW Oberhausen | 3 – 2 | Eintracht Braunschweig |  |

| 19 luglio 1972, ore CET 3ª giornata | Eintracht Braunschweig | 4 – 0 | RW Oberhausen |  |

| 26 luglio 1972, ore CET 4ª giornata | RW Oberhausen | 2 – 2 | Eintracht Gelsenkirchen |  |

| Arbitro: | Hoppe |

|                                  |           |                             |
| Mrosko 14’, 40’, 68’ Beichle 59’ | Marcatori | 33’ Schumacher 80’ Tenhagen |

| Arbitro: | Lüling |

|  |           |            |
|  | Marcatori | 82’ Mrosko |

## Statistiche

### Statistiche di squadra
| Competizione      | Punti | In casa | In casa | In casa | In casa | In casa | In casa | In trasferta | In trasferta | In trasferta | In trasferta | In trasferta | In trasferta | Totale | Totale | Totale | Totale | Totale | Totale | DR  |
| Competizione      | Punti | G       | V       | N       | P       | Gf      | Gs      | G            | V            | N            | P            | Gf           | Gs           | G      | V      | N      | P      | Gf     | Gs     | DR  |
| ----------------- | ----- | ------- | ------- | ------- | ------- | ------- | ------- | ------------ | ------------ | ------------ | ------------ | ------------ | ------------ | ------ | ------ | ------ | ------ | ------ | ------ | --- |
| Bundesliga        | 22    | 17      | 9       | 3       | 5       | 28      | 26      | 17           | 0            | 1            | 16           | 17           | 58           | 34     | 9      | 4      | 21     | 45     | 84     | -39 |
| Coppa di Germania | -     | 2       | 1       | 0       | 1       | 5       | 2       | 2            | 0            | 0            | 2            | 2            | 7            | 4      | 1      | 0      | 3      | 7      | 9      | -2  |
| Coppa di Lega     | -     | 5       | 3       | 1       | 1       | 13      | 8       | 1            | 0            | 0            | 1            | 2            | 4            | 6      | 3      | 1      | 2      | 15     | 12     | +3  |
| Totale            | 22    | 24      | 13      | 4       | 7       | 46      | 36      | 20           | 0            | 1            | 19           | 21           | 69           | 44     | 13     | 5      | 26     | 67     | 105    | -38 |

### Andamento in campionato
| Giornata  | 1  | 2  | 3  | 4  | 5  | 6  | 7  | 8  | 9  | 10 | 11 | 12 | 13 | 14 | 15 | 16 | 17 | 18 | 19 | 20 | 21 | 22 | 23 | 24 | 25 | 26 | 27 | 28 | 29 | 30 | 31 | 32 | 33 | 34 |
| --------- | -- | -- | -- | -- | -- | -- | -- | -- | -- | -- | -- | -- | -- | -- | -- | -- | -- | -- | -- | -- | -- | -- | -- | -- | -- | -- | -- | -- | -- | -- | -- | -- | -- | -- |
| Luogo     | C  | T  | T  | C  | T  | C  | T  | C  | T  | C  | T  | C  | T  | C  | T  | C  | T  | T  | C  | C  | T  | C  | T  | C  | T  | C  | T  | C  | T  | C  | T  | C  | T  | C  |
| Risultato | P  | P  | P  | P  | P  | V  | P  | V  | P  | N  | P  | V  | P  | V  | P  | N  | P  | P  | N  | P  | P  | V  | P  | V  | P  | P  | P  | V  | P  | V  | P  | P  | N  | V  |
| Posizione | 18 | 18 | 18 | 18 | 18 | 17 | 18 | 17 | 18 | 18 | 18 | 17 | 17 | 17 | 18 | 17 | 17 | 18 | 18 | 18 | 18 | 18 | 18 | 18 | 18 | 18 | 18 | 18 | 18 | 18 | 18 | 18 | 18 | 18 |

Legenda:

Luogo: C = Casa; T = Trasferta. Risultato: V = Vittoria; N = Pareggio; P = Sconfitta.

### Statistiche dei giocatori
| Giocatore     | Bundesliga | Bundesliga | Bundesliga  | Bundesliga | Coppa di Germania | Coppa di Germania | Coppa di Germania | Coppa di Germania | Coppa di Lega | Coppa di Lega | Coppa di Lega | Coppa di Lega | Totale   | Totale | Totale      | Totale     |
| Giocatore     | Presenze   | Reti       | Ammonizioni | Espulsioni | Presenze          | Reti              | Ammonizioni       | Espulsioni        | Presenze      | Reti          | Ammonizioni   | Espulsioni    | Presenze | Reti   | Ammonizioni | Espulsioni |
| ------------- | ---------- | ---------- | ----------- | ---------- | ----------------- | ----------------- | ----------------- | ----------------- | ------------- | ------------- | ------------- | ------------- | -------- | ------ | ----------- | ---------- |
| K. Artmann    | 18         | 3          | 0           | 0          | 2                 | 0                 | 0                 | 0                 | 0             | 0             | 0             | 0             | 20       | 3      | 0           | 0          |
| J. Boduszek   | 0          | 0          | 0           | 0          | 0                 | 0                 | 0                 | 0                 | 0             | 0             | 0             | 0             | 0        | 0      | 0           | 0          |
| H. Dausmann   | 3          | 0          | 0           | 0          | 0                 | 0                 | 0                 | 0                 | 2             | 0             | 0             | 0             | 5        | 0      | 0           | 0          |
| F. Dick       | 33         | 2          | 0           | 0          | 4                 | 0                 | 0                 | 0                 | 2             | 0             | 0             | 0             | 39       | 2      | 0           | 0          |
| G. Fröhlich   | 3          | 0          | 0           | 0          | 0                 | 0                 | 0                 | 0                 | 1             | 0             | 0             | 0             | 4        | 0      | 0           | 0          |
| W. Habel      | 0          | 0          | 0           | 0          | 0                 | 0                 | 0                 | 0                 | 0             | 0             | 0             | 0             | 0        | 0      | 0           | 0          |
| D. Heinrichs  | 21         | 2          | 0           | 0          | 1                 | 0                 | 0                 | 0                 | 1             | 0             | 0             | 0             | 23       | 2      | 0           | 0          |
| F. Hoff       | 6          | 0          | 0           | 0          | 1                 | 0                 | 0                 | 0                 | 2             | 0             | 0             | 0             | 9        | 0      | 0           | 0          |
| R. Hollmann   | 34         | 7          | 0           | 0          | 4                 | 0                 | 0                 | 0                 | 0             | 0             | 0             | 0             | 38       | 7      | 0           | 0          |
| D. Jakobs     | 34         | 12         | 0           | 0          | 4                 | 1                 | 0                 | 0                 | 2             | 0             | 0             | 0             | 40       | 13     | 0           | 0          |
| W. Jansen     | 21         | 0          | 0           | 0          | 2                 | 0                 | 0                 | 0                 | 1             | 0             | 0             | 0             | 24       | 0      | 0           | 0          |
| J. Jäger      | 0          | 0          | 0           | 0          | 0                 | 0                 | 0                 | 0                 | 0             | 0             | 0             | 0             | 0        | 0      | 0           | 0          |
| H. Kaldenhof  | 1          | 0          | 0           | 0          | 0                 | 0                 | 0                 | 0                 | 0             | 0             | 0             | 0             | 1        | 0      | 0           | 0          |
| F. Kobluhn    | 0          | 0          | 0           | 0          | 1                 | 0                 | 0                 | 0                 | 1             | 0             | 0             | 0             | 2        | 0      | 0           | 0          |
| L. Kobluhn    | 29         | 6          | 0           | 0          | 3                 | 2                 | 0                 | 0                 | 1             | 0             | 0             | 0             | 33       | 8      | 0           | 0          |
| H. Liedtke    | 3          | 0          | 0           | 0          | 0                 | 0                 | 0                 | 0                 | 2             | 0             | 0             | 0             | 5        | 0      | 0           | 0          |
| W. Mumme      | 33         | 3          | 0           | 0          | 4                 | 0                 | 0                 | 0                 | 2             | 0             | 0             | 0             | 39       | 3      | 0           | 0          |
| W. Ohm        | 25         | 0          | 0           | 0          | 3                 | 0                 | 0                 | 0                 | 2             | 0             | 0             | 0             | 30       | 0      | 0           | 0          |
| W. Scheid     | 17         | 0          | 0           | 0          | 2                 | 0                 | 0                 | 0                 | 1             | 0             | 0             | 0             | 20       | 0      | 0           | 0          |
| H. Schumacher | 27         | 3          | 0           | 0          | 4                 | 3                 | 0                 | 0                 | 2             | 1             | 0             | 0             | 33       | 7      | 0           | 0          |
| F. Szeimies   | 4          | 0          | 0           | 0          | 0                 | 0                 | 0                 | 0                 | 0             | 0             | 0             | 0             | 4        | 0      | 0           | 0          |
| F. Tenhagen   | 34         | 4          | 0           | 0          | 4                 | 1                 | 0                 | 0                 | 2             | 1             | 0             | 0             | 40       | 6      | 0           | 0          |
| H. Wilbertz   | 31         | 2          | 0           | 0          | 4                 | 0                 | 0                 | 0                 | 0             | 0             | 0             | 0             | 35       | 2      | 0           | 0          |
| G. Wörmer     | 34         | 1          | 0           | 0          | 4                 | 0                 | 0                 | 0                 | 2             | 0             | 0             | 0             | 40       | 1      | 0           | 0          |